# Преследуемые
«Пресле́дуемые» (англ. Hunted) — драматический телесериал, созданный Фрэнком Спотницем и произведённый производственной компании Kudos и Big Light Productions. Премьера сериала состоялась 4 октября 2012 года в Великобритании на BBC One и 19 октября 2012 года в США на Cinemax.

## Сюжет
Саманта — действующий шпион частного разведывательного управления. После покушения на свою жизнь, она догадывается, что оно было организовано членами её команды. После выздоровления и возвращения на службу она должна выполнять свои секретные миссии, не зная, кому можно доверять и кто хочет её смерти.

## В ролях
- Мелисса Джордж — Саманта (Сэм) Хантер
- Адам Рэйнер — Эйдан Марш[4]
- Стивен Диллэйн[5] — Руперт Кил
- Морвен Кристи[англ.] — Зои Морган[5]
- Адевале Акиннуойе-Агбадже — Дьякон Крейн[5]
- Лекс Шрапнел[5]
- Уриэль Эмиль — Хасан Муса[5]
- Патрик Малахайд[5]
- Стивен Кэмпбелл Мур[5]
- Оскар Кеннеди — Эдвард Тёрнер[5]

## Производство
Съёмки проходили в Шотландии, Лондоне и Марокко.
Рабочие названия сериала: «Мортон» (Morton) и «Немезида» (Nemesis).